# 충청내륙로
충청내륙로(Chungcheongnaeryuk-ro)는 충청북도 청주시 청원구 율량동 상리교차로와 증평군 도안면을 잇는 충청북도의 도로이다. 다른 이름으로 충청내륙고속화도로라고도 한다.

## 개요
국도 제19호선, 국도 제36호선, 국도 제38호선 청주 ~ 충주 및 충주 ~ 제천 구간의 간선도로 기능 제고를 위해 충청북도에서 추진하는 고속화도로이다. 이 도로를 통해 충청내륙권 경제 활성화 기여 및 교통인프라 확충, 접근성 개선을 통한 지역간 교류 확대, 세종 ~ 충북 ~ 강원권 주요도시간 접근 통행시간 단축을 도모하는데 그 목적이 있다.
기존 개통된 청주 율량 ~ 증평 도안 구간을 제외하고 추진되는 구간은 음성 ~ 충주 구간이며, 장기적으로 제천까지 이어질 예정이다.

## 연혁
- 2005년 9월 6일: 청주시 상당구 율량동 ~ 청원군 북이면 옥수리 13.43 km 구간을 자동차 전용도로로 지정[1]
- 2008년 4월 3일: 율량 ~ 북이간 도로(청주시 상당구 율량동 ~ 청원군 북이면 옥수리) 자동차 전용도로 구간에서 종점을 청원군 북이면 금암리로 변경해 1.92 km 구간 단축[2]
- 2010년 12월 22일: 충청내륙고속화도로 타당성 인정 (비용대 편익비율 (B/C) = 0.85, 종합적 정책분석(AHP) = 0.503)[3]
- 2013년 12월 30일: 청주 ~ 증평간 도로(청주시 상당구 율량동 ~ 청원군 북이면 옥수리) 13.4 km 구간 확장 개통, 기존 11.2 km 구간 폐지[4]
- 2014년 3월 21일: 2개 이상 시·군에 걸쳐 있는 도로로 충청내륙로를 고시[5]
- 2016년 3월 10일: 일괄 예비타당성 조사 통과[6]
- 2024년 7월 25일: 충청내륙고속화도로 1-1구간(청주시 청원구 북이면 금암리~증평군 도안면 화성리) 개통[7]
- 2024년 12월 31일: 충청내륙고속화도로 1-2구간(증평군 도안면 화성리~송정리~음성군 원남면 보천리) 개통

## 주요 경유지
충청북도
- 청주시 청원구 (율량동 - 내수읍 - 북이면)
- 증평군 (증평읍 - 도안면)

## 노선
전 구간 국도 제36호선에 속하므로 이에 대한 별도 표기는 생략한다.
| 이름                          | 접속 노선                     | 소재지         | 소재지                                  | 비고                                    |
| 1순환로와 직결                | 1순환로와 직결                | 1순환로와 직결 | 1순환로와 직결                          | 1순환로와 직결                          |
| ----------------------------- | ----------------------------- | -------------- | --------------------------------------- | --------------------------------------- |
| 상리 교차로                   | 2순환로                       | 청주시         | 청원구                                  |                                         |
| 상리교                        | 상리로                        | 청주시         | 청원구                                  | 증평 방면 진입 불가 청주 방면 진출 불가 |
| 상리터널                      |                               | 청주시         | 청원구                                  | 증평 방면 연장 487m 청주 방면 연장 547m |
| 상리터널                      | 청원구 내수읍                 | 청주시         |                                         | 증평 방면 연장 487m 청주 방면 연장 547m |
| 국동 교차로                   | 3순환로                       | 청주시         |                                         |                                         |
| 국동1교 묵방1교               |                               | 청주시         |                                         |                                         |
| 묵방2교                       | 묵방2길                       | 청주시         |                                         |                                         |
| 도원1교                       |                               | 청주시         |                                         |                                         |
| 도원 교차로 (도원2교)         | 도원세교로                    | 청주시         | 증평 방면 진입 불가 청주 방면 진출 불가 |                                         |
| 학평 교차로                   | 지방도 제511호선 (초정약수로) | 청주시         |                                         |                                         |
| 학평지하차도 법득1교          |                               | 청주시         |                                         |                                         |
| 서당1교                       |                               | 청주시         |                                         |                                         |
| 청원구 북이면                 |                               | 청주시         |                                         |                                         |
| 서당2교                       |                               | 청주시         |                                         |                                         |
| 신기 교차로                   | 신기초정로                    | 청주시         |                                         |                                         |
| 장재1교                       |                               | 청주시         |                                         |                                         |
| 장재 교차로                   | 장재금대로                    | 청주시         | 증평 방면 진입 불가 청주 방면 진출 불가 |                                         |
| 금암 교차로                   | 지방도 제592호선 (충청대로)   | 청주시         | 증평 방면 진입 불가 청주 방면 진출 불가 |                                         |
| 금암2교                       |                               | 청주시         |                                         |                                         |
| 금대송정 교차로 (금대송정1교) | 장재금대로                    | 청주시         |                                         |                                         |
| 금대천교                      |                               | 청주시         |                                         |                                         |
|                               | 증평군                        | 증평읍         |                                         |                                         |
| 내성 생태터널                 | 증평군                        | 증평읍         |                                         |                                         |
| 내성 교차로 (내성교)          | 증평군                        | 증평읍         | 보건복지로                              |                                         |
| 삼기천교                      | 증평군                        | 증평읍         |                                         |                                         |
| 용강 교차로 (용강IC교)        | 증평군                        | 증평읍         | 지방도 제592호선 (광장로)               |                                         |
| 용강교                        | 증평군                        | 증평읍         |                                         |                                         |
| (졸음쉼터)                    | 증평군                        | 증평읍         |                                         |                                         |
| 청안 교차로 (청안IC교)        | 증평군                        | 증평읍         | 국도 제34호선 (중부로)                  |                                         |
| 방곡 교차로 (방곡IC교)        | 증평군                        |                | 도안면                                  |                                         |
| 방곡교                        | 증평군                        |                | 도안면                                  |                                         |
| 막골교                        | 증평군                        |                | 도안면                                  |                                         |
| 문방천교                      | 증평군                        |                | 도안면                                  |                                         |
| 도당 교차로 (도당IC교)        | 증평군                        | 모래재로       | 도안면                                  |                                         |
| 보강천교                      | 증평군                        |                | 도안면                                  |                                         |
| 도안 교차로                   | 증평군                        | 화성로         | 도안면                                  |                                         |
| 충청대로와 직결               |                               |                |                                         |                                         |